# 準安定原子
準安定原子（Meta-stable atom、メタステーブル原子）とは励起状態の原子のうちでも特に長寿命のもの。
基底状態の原子に外部から光などのエネルギーが与えられると、安定軌道の電子が高い軌道へと遷移を起こし一時的に高いエネルギー状態となることがある。これが励起である。
通常の原子では、こういった不安定な高エネルギー状態（励起状態）の原子はマイクロ秒、あるいはそれ以下の寿命で、光などのエネルギーを放射して基底状態へと戻る。希ガスのいくつかの原子では励起状態を比較的長時間保つことがある。現在、準安定原子に関連した様々な研究が進められている。
ヘリウム原子の場合、23S状態（1sと2sに電子が入り、三重項状態となっているもの: オルソヘリウム）は極端に寿命が長く（103～104秒のオーダー）、単に準安定ヘリウム原子といった場合、これを指すことが多い。コンピュータ・シミュレーションでは励起状態のヘリウム2個が結合して分子を作る事も予想されている。シミュレーションでは常温から500 ℃までの領域で安定したヘリウム分子の固体が出来るとされる。このような高エネルギーを内抱する原子や分子は、これ以上の高温では励起状態を維持できずにエネルギーを放射して基底状態へ戻ろうとするため、大きなエネルギーを放つと考えられている。理論値では、重量で比較すると最強の爆薬の300から500倍のエネルギーを蓄え放出することになる。